# Dirk Geukens
Dirk Geukens (Mol, 29 juni 1963 - Waalwijk, 23 juli 2020) was een Belgisch motorcrosser.

## Levensloop
Geukens werd op zijn 500 cc-Honda-motor in 1990 en 1991 derde op het Wereldkampioenschap motorcross. In die periode won hij twee races: de Grand Prix in Valkenswaard en de Enduro in Overpelt. Tweemaal was hij lid van het Belgisch team bij de Motorcross der Naties. Nadat hij zijn eigen loopbaan beëindigd had, was hij trainer van streekgenoot Jago Geerts en werkte bij DAF Trucks in Westerlo.
Tijdens een fietsvakantie in Nederland met zijn vrouw en een bevriend stel overleed Geukens onverwachts, nadat hij zich na het avondeten ineens niet lekker voelde. Later die nacht stierf hij in Waalwijk.